# 达刹
達剎（直译：能干），是印度教中生主之一，也是一位神圣王仙。祂的肖像画通常描绘成一个身材矮胖、面容英俊或长着山羊头的男人。
在《梨俱吠陀》中，達剎是阿底提耶之一，与祭司技能相关。在史诗和往世书中，祂是创世神梵天的心生子，也是许多孩子的父亲，这些孩子成为各种生物的祖先。传说心怀怨恨的達剎进行火祭，故意不邀请祂的小女儿娑提和她丈夫湿婆。《林伽往世書》记载，由于在这次事件中侮辱了湿婆，导致娑提愤而自焚，祂被湿婆的侍从雄贤斩首，后来以山羊头重生。许多往世书指出，達剎在另一个摩奴期转生为缽羅質多私之子生主達剎。

## 词源和文献
達剎（दक्ष）的意思是“有能力”、“专家”、“熟练”或“可靠”。据《薄伽梵往世书》记载，達剎因擅长生育而得此名。这个词也有“健壮”、“活力”和“火”的意思。达刹还有另一个名字“Kan”。
達剎在公元2世纪经文《梨俱吠陀》中被提及，其中祂被描述为阿底提耶（女神阿底提之子），特别与祭司的熟练能力相关。后来在梵书（公元前900年至公元前700年），祂被认定为创造神生主。达刹的主要象征，包括祭祀和公羊头，成为后来往世书图像学中的关键特征，最早出现在《鷓鴣氏本集》。史诗《罗摩衍那》和《摩诃婆罗多》也提到了达刹。大多数相关故事都可以在《往世书》（公元3世纪至10世纪）中找到。

## 传说

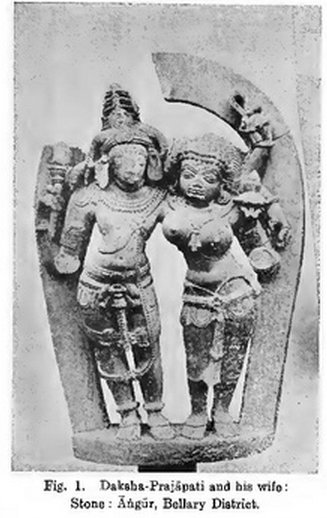
山羊头达刹和妻子的雕塑。

### 诞生
史诗《摩诃婆罗多》描述了达刹和祂的妻子分别从造物主梵天的左右拇指中出现。根据《摩蹉往世書》的说法，達剎、正法神、伽摩和阿耆尼分别生自梵天的右手拇指、胸部、心脏和眉毛。根据包括《薄伽梵往世書》在内的许多经典，達剎出生了两次——第一次是梵天的心生子，第二次是缽羅質多私和摩利沙的儿子。结合《梨俱吠陀》与后来往世书的矛盾描述，達剎既是阿底提的儿子又是父亲。

### 配偶和儿女
根据许多往世书，達剎在祂第一世与钵罗苏底结婚。钵罗苏底为初世摩奴的女儿，達剎与她有16、24或60个女儿。《毗湿奴往世書》中提到了24个女儿，而《林伽往世書》和《莲花往世书》列出了60个女儿。钵罗苏底的所有女儿各代表了一种美德。根据《毗湿奴往世書》，这些女儿和她们的配偶的名字是：
- 虛拉達 Sraddha、室利羅克什蜜 Srilakshmi、陀提 Dhriti、豆濕提 Tushti、補虛提 Pushti、彌訶 Medha、黑梨 Kriya、Buddhika、拉遮 Lajja、婆普 Vapu、Santi、悉迦 Siddhika、基提 Kirtti嫁给了正法神
- 柯衍蒂嫁给了婆利古（英语：Bhrigu）
- 森菩蒂嫁给了摩利支
- 室弥离底嫁给了鸯耆罗
- 普哩提嫁给了補羅斯底耶
- 喀沙摩嫁给了補羅訶（英语：Pulaha）
- 舍娜提嫁给了迦羅都（英语：Kratu）
- 阿那蘇耶嫁给了阿低利
- 烏闍嫁给了极欲（英语：Vashistha）
- 薩婆訶嫁给了阿耆尼
- 濕陀（Svadha）嫁给了Kavi
- 娑提嫁给了湿婆

女神罗蒂也被认为是達剎的女儿。按《湿婆往世书》和《卡利卡往世书》叙述，在梵天要求達剎将女儿嫁给伽摩后，她从達剎的汗水中出现。

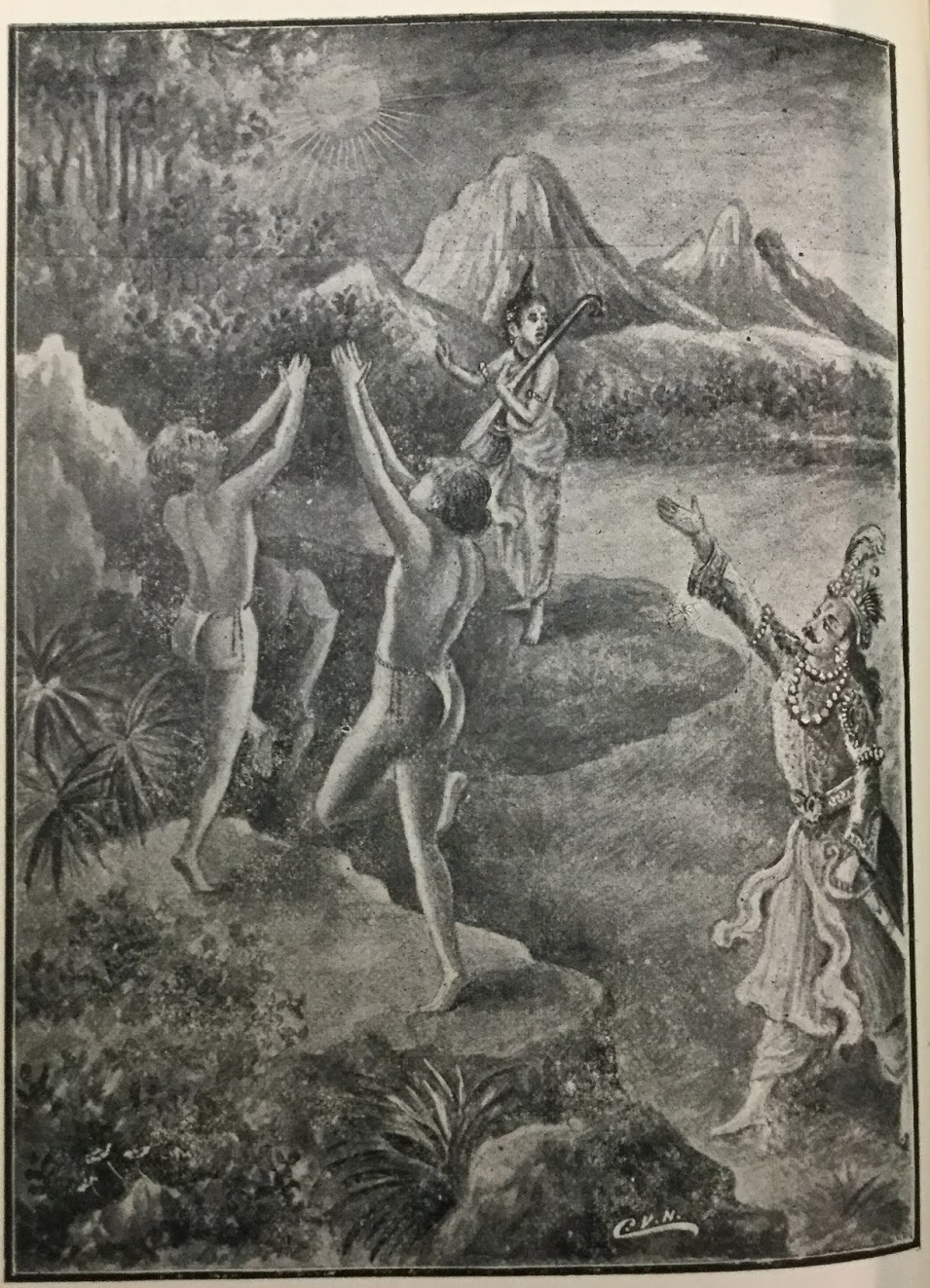
達剎（右）诅咒那罗陀

第二世生主達剎作为创造神梵天在大地上的代理，也尝试从意识中创造天神、圣贤、阿修罗、夜叉和罗刹，但未能成功。達剎在温迪亚苦修后，毗湿奴让Asikni成为祂第二世的妻子。开始有五千个儿子（Haryashvas），他们本打算繁衍后代，但在那罗陀的建议下，转而去探索大地，一去不复返。悲伤的達剎经过梵天的安慰后，又有了一千个儿子（Shabalashvas），但这一千儿子又被那罗陀劝说导致了相同的结果。愤怒的達剎诅咒那罗陀永远流浪。另外根据《摩诃婆罗多》（訶利世系）、《提毗薄伽梵往世书》、《梵转往世书》和《毗湿奴往世书》的记载有60个女儿：其中
- 10个女儿——Maruvati、Vasu、Jami、Lamba、Bhanu、Urjja、Sankalp、Mahurath、Sadhya、Vishva——嫁给了正法神
- 13个女儿——阿底提、底提、檀奴、阿利私吒、修罗娑、苏罗毗、毗娜达、Tamra、迦娄陀婆沙、依罗、迦德卢、Vishwa、穆尼——嫁给了迦叶波
- 27个女儿（二十七宿）都嫁给了月亮和植物之神旃陀羅（英语：Chandra）
- 4个女儿嫁给了阿利溼達內彌（Arishtanemi）
- 2个女儿嫁给了多子（Bahuputra）
- 2个女儿嫁给了鸯耆罗
- 2个女儿嫁给了Krisasva

### 诅咒月亮
往世书将達剎描绘成对月相负责。月神旃陀羅娶了達剎的二十七个女儿（二十七宿）。其中，月神偏爱虏喜尼，大部分时间都和祂在一起。其他26个姐妹开始嫉妒，并向父亲抱怨。達剎最初试图说服月神，但劝说无果后，祂诅咒月神生病并失去光芒。由于月神也是植被之神，植物也开始凋零。在天神们的请求下，達剎减弱了诅咒，月神将每两周患上一次病并逐渐康复。这导致月亮的阴晴圆缺。在另一个版本中，是湿婆缓解了月神的疾病。

### 达刹火祭
達剎火祭被认为是印度教中许多教派创建和发展的重要转折点。这个故事描述了用雪山神女替代娑提成为湿婆配偶的情况，后来引出了象头神和室建陀的故事。

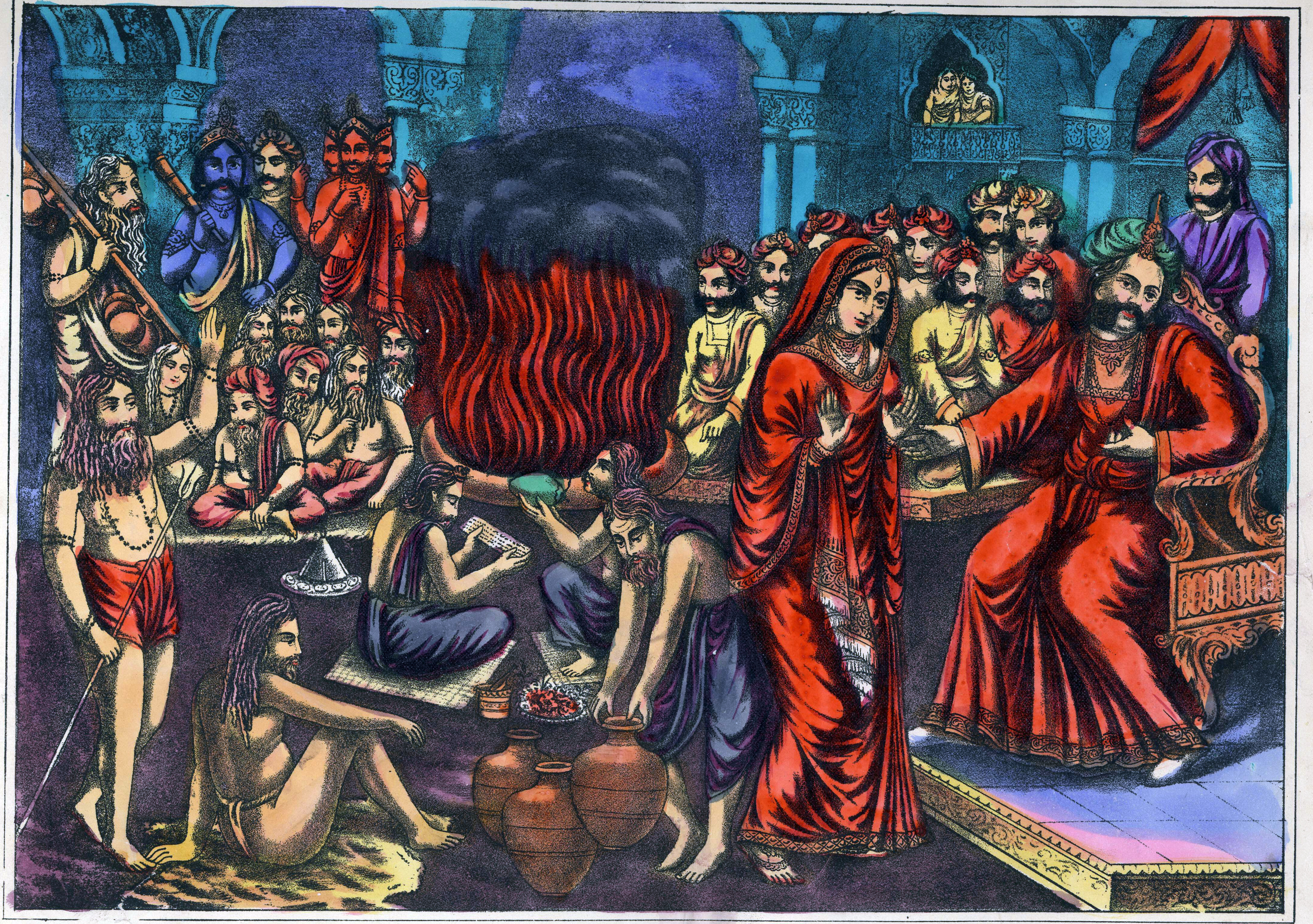
达刹在与娑提争吵时侮辱湿婆。

達剎最小的女儿娑提一直希望嫁给湿婆，但被達剎禁止。后来達剎不情愿地让她嫁给了湿婆。后来達剎组织了这次毗诃波提颂（Brihaspatistava）火祭，故意不邀请湿婆和娑提。尽管湿婆劝阻她不要参加達剎举行的仪式，她的丈夫和她都没有被邀请，但父母的纽带使娑提无视礼仪和丈夫的意愿。娑提独自一人去参加仪式。她被達剎冷落，在客人面前被侮辱。娑提无法忍受，跑进了祭祀的火中，自焚了。湿婆在得知这一可怕事件后，愤怒地拔下一绺头发并将其砸在地上，以此来召唤雄贤和贤时。雄贤和贤时向南进军并摧毁了所有房屋。達剎被斩首，仪式在暴乱中被毁。火祭的首席祭司婆利古召唤了Ribhus来对抗伽那们，但前者被绑在柱子上，胡须被强行拔掉。根据贺拉斯·海曼·威尔逊的说法，波诃尼（Vahni）的双手被割伤，跋伽的眼睛被挖出，普善的牙齿被打断，阎摩的狼牙棒被折断，女神的鼻子被割断，苏摩被殴打，而作为初世摩奴期因陀罗与毗湿奴化身的祭神试图以鹿的形式逃跑，但被斩首。達剎也试图逃跑，但被雄贤抓住并砍下了头（一说亲手摘下了達剎的头），头颅被扔进火里。雄贤带领伽那们返回了吉罗娑。
后来，湿婆息怒后原谅了達剎并复活了祂，但祂的头却是山羊。婆利古和诸神各自的损伤都恢复了。以毗湿奴为首席祭司，达刹将一部分祭品献给湿婆，祭祀顺利完成。

## 注解
1. ↑  《梵天往世書》和《伐由往世書》列出了一个更长的造物清单，包括植物、人类、罗刹、那伽、鹿、阿修罗和鸟类。Va. P.还提到，在心生物种失败后，摩诃提婆斥责了他。